# Biblioteca Nacional de Puerto Rico
La Biblioteca Nacional de Puerto Rico es la biblioteca nacional de Puerto Rico, ubicada en la ciudad capital de San Juan. La biblioteca tiene como misión adquirir, conservar y difundir los documentos bibliográficos producidos y editados en Puerto Rico o en el extranjero pero que aborden cuestiones relacionadas con ese país.
Asociada a ella está la Casa Biblioteca Concha Meléndez, que alberga la biblioteca personal de la profesora, especializada en literatura hispanoamericana y crítica literaria. La biblioteca tiene su sede en un edificio decimonónico que comparte con los Archivos Generales de Puerto Rico.
Pertenece a la Asociación de Estados Iberoamericanos para el Desarrollo de las Bibliotecas Nacionales de Iberoamérica (ABINIA)

## Historia
La biblioteca fue fundada en 1967 como la Biblioteca General de Puerto Rico, dependiente del Instituto de Cultura Puertorriqueña y abrió oficialmente en 1973. Mediante la ley número 188 del 17 de agosto de 2003 la biblioteca pasó a tener consideración de biblioteca nacional. Comparte sede con el Archivo General de Puerto Rico.